# Nhecolândia
Nhecolândia é um distrito do município brasileiro de Corumbá, no interior do estado de Mato Grosso do Sul. Segundo o censo demográfico de 2022, realizado pelo Instituto Brasileiro de Geografia e Estatística (IBGE), sua população era de 733 habitantes e havia 316 domicílios particulares permanentes ocupados.
Foi reconhecido como distrito de Corumbá pelo decreto-lei estadual nº 145 de 29 de março de 1938. Está situado na zona rural e se localiza entre os rios Negro e Taquari. Seu nome é derivado do proprietário de uma das primeiras fazendas, Joaquim Eugênio Gomes da Silva, vulgo "Nheco".

## Clima
Segundo dados da estação meteorológica do distrito, que pertence à rede do Instituto Nacional de Meteorologia (INMET) e se localiza na fazenda Nhumirim, desde novembro de 1993 a temperatura mínima absoluta registrada em Nhecolândia ocorreu em 25 de julho de 2013, com mínima de  −1,6 °C. O dia mais quente, por outro lado, foi 23 de outubro de 2023, com máxima de 42,1 °C, superando os 41,5 °C em 4 de setembro de 2012 e 15 de outubro de 2023. O maior acumulado de precipitação em 24 horas foi de 203,6 mm em 18 de fevereiro de 2004, seguido por 164,2 mm em 2 de março de 2011.
Outros acumulados iguais ou superiores a 100 mm foram: 135 mm em 1 de fevereiro de 2018, 123 mm em 26 de janeiro de 2017, 113 mm em 11 de dezembro de 2017, 112,4 mm em 3 de abril de 2011, 112 mm em 3 de março de 2011 e 103,5 mm em 26 de setembro de 2019. Desde agosto de 2006, quando também foi instalada uma estação automática no mesmo local, a maior rajada de vento alcançou 24,4 m/s (87,8 km/h) em 2 de dezembro de 2011 e 14 de dezembro de 2016 e o menor índice de umidade relativa do ar foi de 11% nos dias 23 de agosto de 2006, 27 de agosto de 2010 e duas vezes em setembro de 2012, nos dias 4 e 6.
| Dados climatológicos para Nhecolândia (Nhumirim)                                               | Dados climatológicos para Nhecolândia (Nhumirim) | Dados climatológicos para Nhecolândia (Nhumirim) | Dados climatológicos para Nhecolândia (Nhumirim) | Dados climatológicos para Nhecolândia (Nhumirim) | Dados climatológicos para Nhecolândia (Nhumirim) | Dados climatológicos para Nhecolândia (Nhumirim) | Dados climatológicos para Nhecolândia (Nhumirim) | Dados climatológicos para Nhecolândia (Nhumirim) | Dados climatológicos para Nhecolândia (Nhumirim) | Dados climatológicos para Nhecolândia (Nhumirim) | Dados climatológicos para Nhecolândia (Nhumirim) | Dados climatológicos para Nhecolândia (Nhumirim) | Dados climatológicos para Nhecolândia (Nhumirim) |
| Mês                                                                                            | Jan                                              | Fev                                              | Mar                                              | Abr                                              | Mai                                              | Jun                                              | Jul                                              | Ago                                              | Set                                              | Out                                              | Nov                                              | Dez                                              | Ano                                              |
| ---------------------------------------------------------------------------------------------- | ------------------------------------------------ | ------------------------------------------------ | ------------------------------------------------ | ------------------------------------------------ | ------------------------------------------------ | ------------------------------------------------ | ------------------------------------------------ | ------------------------------------------------ | ------------------------------------------------ | ------------------------------------------------ | ------------------------------------------------ | ------------------------------------------------ | ------------------------------------------------ |
| Temperatura máxima recorde (°C)                                                                | 39,9                                             | 38,7                                             | 39                                               | 38,6                                             | 36,6                                             | 35,4                                             | 37,4                                             | 40,2                                             | 41,5                                             | 42,1                                             | 41,1                                             | 39,8                                             | 42,1                                             |
| Temperatura máxima média (°C)                                                                  | 33,3                                             | 33                                               | 33,3                                             | 32,4                                             | 29,7                                             | 29,1                                             | 29,8                                             | 32,3                                             | 33,1                                             | 34,2                                             | 34,1                                             | 33,6                                             | 32,3                                             |
| Temperatura média compensada (°C)                                                              | 27,6                                             | 27,5                                             | 27,2                                             | 25,5                                             | 22,3                                             | 21,2                                             | 20,8                                             | 22,6                                             | 24,7                                             | 27                                               | 27,3                                             | 27,6                                             | 25,1                                             |
| Temperatura mínima média (°C)                                                                  | 23,4                                             | 23,4                                             | 22,8                                             | 20,6                                             | 16,8                                             | 15,5                                             | 14,2                                             | 15,4                                             | 18,3                                             | 21,5                                             | 21,8                                             | 22,8                                             | 19,7                                             |
| Temperatura mínima recorde (°C)                                                                | 11                                               | 16,6                                             | 12,7                                             | 7,8                                              | 5,4                                              | 0,2                                              | −1,1                                             | 0,5                                              | 4,3                                              | 9,6                                              | 10,5                                             | 12,6                                             | −1,6                                             |
| Precipitação (mm)                                                                              | 172,8                                            | 142,1                                            | 128,9                                            | 68,2                                             | 55,8                                             | 17,2                                             | 10,2                                             | 17,5                                             | 33,8                                             | 100,7                                            | 135,9                                            | 163,1                                            | 1 046,1                                          |
| Dias com precipitação (≥ 1 mm)                                                                 | 11                                               | 10                                               | 9                                                | 5                                                | 4                                                | 2                                                | 2                                                | 2                                                | 2                                                | 6                                                | 8                                                | 9                                                | 70                                               |
| Umidade relativa compensada (%)                                                                | 82,4                                             | 83,7                                             | 84,8                                             | 82,3                                             | 81,9                                             | 81,5                                             | 76,6                                             | 70,7                                             | 69                                               | 73,5                                             | 75,7                                             | 79,4                                             | 78,5                                             |
| Insolação (h)                                                                                  | 189,2                                            | 177,4                                            | 210                                              | 225,9                                            | 211,4                                            | 212,2                                            | 230,6                                            | 222                                              | 177,7                                            | 201,1                                            | 213,8                                            | 206,6                                            | 2 477,9                                          |
| Fonte: INMET (normal climatológica de 1981-2010; recordes de temperatura: 01/01/1993-presente) |                                                  |                                                  |                                                  |                                                  |                                                  |                                                  |                                                  |                                                  |                                                  |                                                  |                                                  |                                                  |                                                  |